# Ludwik Maciąg

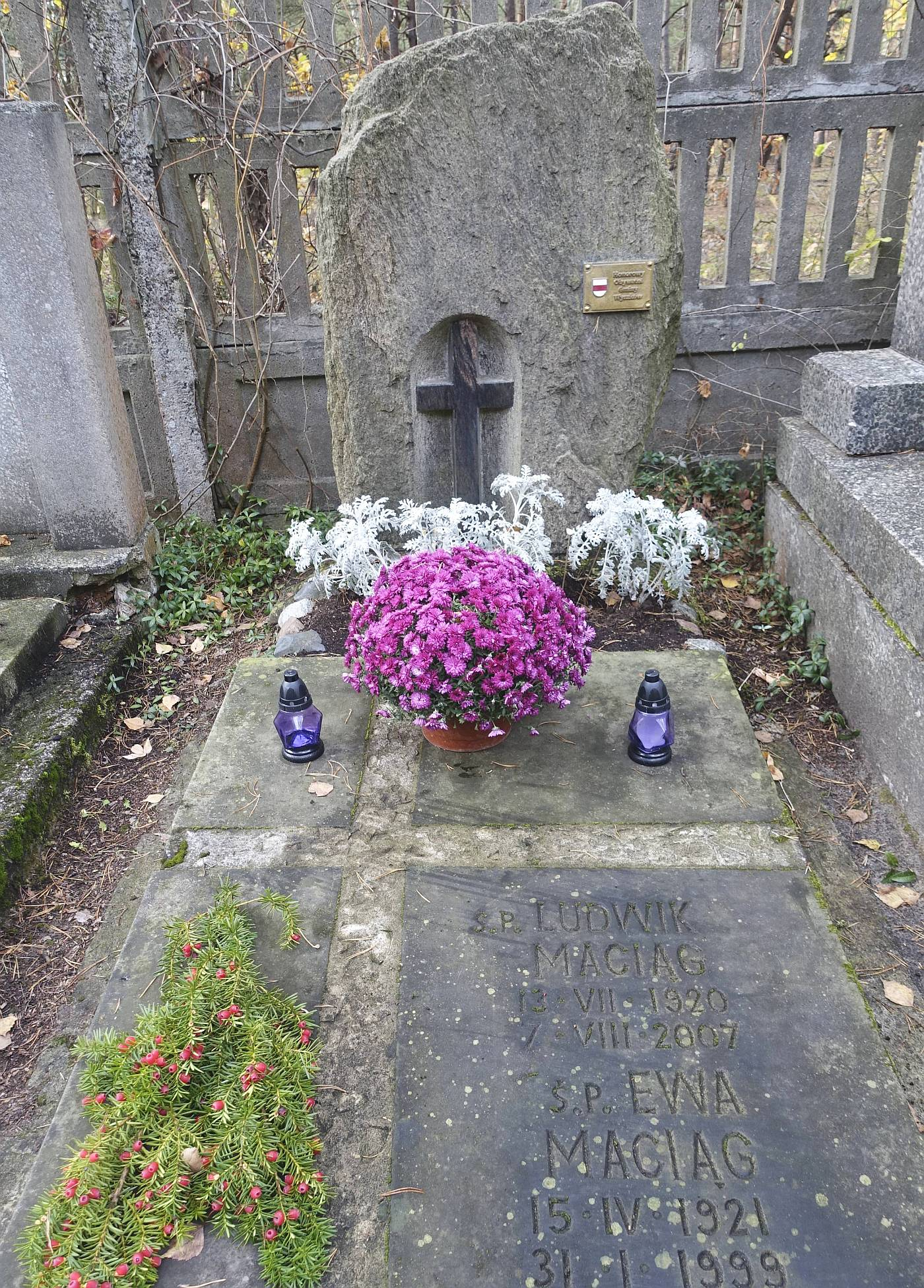
Grób Ludwika Maciąga na cmentarzu
w Warszawie–Wesołej

Ludwik Antoni Maciąg (ur. 13 lipca 1920 w Krakowie, zm. 7 sierpnia 2007 w Gulczewie) – polski malarz, grafik i wykładowca akademicki.

## Życiorys
Jego ojciec, Michał, był żołnierzem – artylerzystą w armii austro–węgierskiej, a matka Rozalia z d. Dokić, Chorwatka z pochodzenia, zajmowała się domem. Miał dwóch braci: Józefa (1914–1943), kapitana Wojska Polskiego, i Ottona (1918–2000), malarza, żołnierza 1 Dywizji Pancernej, osiadłego po II wojnie światowej w Wielkiej Brytanii.
Urodził się w Krakowie, ale w wieku 2 lat przeniósł się z rodzicami do Białej Podlaskiej, gdzie w garnizonie 9 Pułku Artylerii Lekkiej służył jego ojciec. Tam uczęszczał do Gimnazjum im. J. I. Kraszewskiego, kierowanego wówczas przez dyrektora Stanisława Damrosza. Po uzyskaniu matury złożył dokumenty w Akademii Sztuk Pięknych w Warszawie. Jego plany studenckie przerwał jednak wybuch wojny. 
W czasie okupacji niemieckiej ukończył podchorążówkę AK i na wiosnę 1944 pod pseudonimem „Sas” znalazł się w oddziale partyzanckim mjr. „Zenona” Stefana Wyrzykowskiego w 34 pp. AK. Służył w zwiadzie konnym.
Po demobilizacji oddziału „Zenona”, ukrywał się przed NKWD i zatrudnił w stadninie koni w Janowie Podlaskim jako leśniczy i masztalerz. Jeszcze w 1945 dostał się do Akademii Sztuk Pięknych w Krakowie, ale po pierwszym semestrze przeniósł się do ASP w Warszawie, którą ukończył w 1950. Został asystentem prof. Tadeusza Kulisiewicza, a potem – adiunktem na Wydziale Malarstwa u prof. Michała Byliny. Później uzyskał tytuły – profesora nadzwyczajnego i zwyczajnego. W latach 1969–1972 był dziekanem Wydziału Malarstwa.
Zajmował się malarstwem pejzażowym i batalistycznym. Był autorem wielu ilustracji książkowych, plakatów, projektów znaczków pocztowych i gobelinów. Na początku lat 90. współpracował z partią Przymierze Samoobrona.
12 lipca 2007, w uznaniu zasług dla Wyszkowa, a w szczególności za inspirowanie i współtworzenie inicjatyw o charakterze kulturalnym i patriotycznym oraz za godną, serdeczną i pełną humanizmu więź i współpracę z mieszkańcami Wyszkowa, radni miejscy nadali mu tytuł honorowego obywatela gminy Wyszków.
Zmarł nad ranem 7 września 2007 w swoim domu w Gulczewie, gm. Wyszków. Został pochowany na cmentarzu w Warszawie–Wesołej.

## Wybrana twórczość

### Znaczki pocztowe
- Konie polskie (seria), 1963
- Jazda polska (seria), 1972
- 150-lecie stadniny koni w Sierakowie (seria), 1980

## Ordery i odznaczenia
- Krzyż Komandorski Orderu Odrodzenia Polski, 9 sierpnia 2007 – pośmiertnie[2][3]
- Medal 10-lecia Polski Ludowej, 19 stycznia 1955[4]

## Upamiętnienie
30 maja 2020, dla upamiętnienia setnej rocznicy jego urodzin, do obiegu weszła kartka pocztowa Pejzaż polski i koń – Ludwik Maciąg (Cp 1887, 8 tys. egz.), zaprojektowana przez Agnieszkę Sancewicz. Na znaku opłaty z oznaczeniem wartości A (3,30 zł) znajduje się jego portret (pędzla Stanisława Baja), a na ilustracji – obraz i gobelin przedstawiające wizerunki koni jego autorstwa.